# 森马纳特
森马纳特（西班牙語：Senmanat），是西班牙加泰罗尼亚巴塞罗那省的一个市镇。总面积28平方公里，总人口8655人（2013年），人口密度305人/平方公里。